# Raymond Ingersoll
Raymond Ingersoll (1875-1940) a été président de l'arrondissement de Brooklyn de 1934 à 1940, et commissaire des parcs de Brooklyn de 1914 à 1917. Ingersoll Hall, l'un des premiers bâtiments du campus du Brooklyn College, a été nommé en son honneur.
Le Liberty ship SS Raymond V. Ingersoll (en), navire de la Seconde Guerre mondiale, a été nommé en son honneur.